# Associazione Calcio Monza 1964-1965
Questa pagina raccoglie le informazioni riguardanti l'Associazione Calcio Monza nelle competizioni ufficiali della stagione 1964-1965.

## Stagione
Con la morte ad aprile del Presidente Onorario Gino Alfonso Sada, il Monza perde il principale sostenitore e anche la sponsorizzazione della ditta Simmenthal S.p.A. 
Il distacco avviene in modo repentino: già il 28 maggio 1964 il direttivo della Simmenthal fa pubblicare un comunicato che lascia l'amaro in bocca a tutti i tifosi e sostenitori monzesi.

In questo comunicato, a sommi capi, si dice che in nove anni di attività i Sada hanno risanato la società sostenendo tutti gli oneri necessari per la corretta gestione dei campionati di Serie B e, per evitare qualsiasi illazione nei loro confronti, Claudio Sada ha contattato il Sindaco di Monza, avvocato Giovanni Centemero, esponendogli le ragioni per cui avrebbe rinunciato all'abbinamento e alla carica di Presidente portando a termine la stagione lasciando al club l'utilizzo della sede e pagati tutti gil oneri per la reiscrizione al campionato successivo.
Solo successivamente a Sada, in mancanza di una nuova dirigenza che non si era fatta avanti per sostituirlo, il Sindaco chiese di mantenere la carica fino alla fine della stagione 1964-1965 in modo da evitare l'acuire della crisi.
All'assemblea ordinaria della società del 16 luglio, a cui parteciparono solo 62 dei 150 soci, Claudio Sada ribadì le sue intenzioni precisando che il club sarebbe ritornato alla vecchia denominazione Associazione Calcio Monza.
La campagna acquisti rispecchia perciò il clima di sobrietà imposto da un Sada ancora una volta non intenzionato a fare sfracelli e a chiudere il bilancio in pari, così come aveva fatto la stagione precedente, senza debiti in sospeso.

Viene perciò lasciato libero l'argentino Hugo Lamanna, che non viene riconfermato, ed al suo posto è assunto il nuovo allenatore Vittorio Malagoli ex Palermo.
Il calciomercato lo si chiude con l'acquisto dalla Sampdoria del ventenne Ermanno Cristin, dell'attaccante Romano Taccola dal Mantova e del portiere Santino Ciceri dal Verona.
La squadra, senza alcuna pretesa, parte con un clamoroso exploit in Coppa Italia battendo in casa ai supplementari il Milan con una doppietta di Melonari. <<Era un Milan incompleto>>, sentenziò Gipo Viani negli spogliatoi al giornalista della rosea, e Malagoli non si lasciò andare a grandi proclami rimanendo con i piedi per terra in attesa delle trasferte al sud che poi condizionarono il passaggio al turno successivo intascando solo un misero punticino su 2 partite.
Dopo troppi pareggi e poche vittorie nel carniere, è la trasferta a Livorno a far traboccare il vaso in un campionato non molto dignitoso. A farne le spese alla 31ª giornata è, ancora una volta, l'allenatore, e in questo frangente viene sacrificato Malagoli. Chi lo sostituisce, Rigamonti, non cala subito l'asso dalla manica, ma i quattro pareggi consecutivi hanno il sapore di un brodino "arricchito" da quattro importanti punticini che smuovono il Monza dalla zona retrocessione. La squadra riesce a tener duro chiudendo poi un campionato senza infamia e senza lode in salvo.

## Rosa
| N. |                   | Ruolo | Calciatore         |
| -- | ----------------- | ----- | ------------------ |
|    | Italia (bandiera) | D     | Giovanni Bacis     |
|    | Italia (bandiera) | C     | Stefano Bernini    |
|    | Italia (bandiera) | C     | Eugenio Bersellini |
|    | Italia (bandiera) | C     | Cesare Campagnoli  |
|    | Italia (bandiera) | A     | Virginio Canzi     |
|    | Italia (bandiera) | P     | Santino Ciceri     |
|    | Italia (bandiera) | A     | Ermanno Cristin    |
|    | Italia (bandiera) | C     | Giuseppe Ferrero   |
|    | Italia (bandiera) | D     | Livio Ghioni       |
|    | Italia (bandiera) | D     | Bruno Giovannini   |
|    | Italia (bandiera) | C     | Gianluigi Maggioni |

| N. |                   | Ruolo | Calciatore         |
| -- | ----------------- | ----- | ------------------ |
|    | Italia (bandiera) | D     | Alfredo Magni      |
|    | Italia (bandiera) | C     | Roberto Manganotto |
|    | Italia (bandiera) | C     | Mariano Melonari   |
|    | Italia (bandiera) | C     | Mario Perego       |
|    | Italia (bandiera) | C     | Giancarlo Prato    |
|    | Italia (bandiera) | P     | Vincenzo Rigamonti |
|    | Italia (bandiera) | A     | Ulderico Sacchella |
|    | Italia (bandiera) | A     | Romano Taccola     |
|    | Italia (bandiera) | A     | Remo Vigni         |
|    | Italia (bandiera) | A     | Guido Vivarelli    |

## Risultati

### Serie B

#### Girone di andata
| Arbitro: | Vitullo (Roma) |

|           |           |               |
| Vanini 7’ | Marcatori | 84’ Sacchella |

| Arbitro: | Barolo (Bassano del Grappa) |

|                                                 |           |  |
| Cané 6’, 77’ (rig.) 84’ Fanello 13’ Juliano 63’ | Marcatori |  |

| Arbitro: | Cirone (Palermo) |

|           |           |            |
| Vigni 15’ | Marcatori | 79’ Vitali |

| Arbitro: | Gonella (Torino) |

|  |           |               |
|  | Marcatori | 80’ Brighenti |

| Arbitro: | Marengo (Chiavari) |

|                                                         |           |  |
| Azzimonti 51’, 80’ Longoni 63’ Fracassa 78’ Clerici 88’ | Marcatori |  |

| Arbitro: | Palazzo (Palermo) |

|                                   |           |                            |
| Melonari 62’ (rig.) Vivarelli 83’ | Marcatori | 70’ (rig.) Savoia 87’ Joan |

| Arbitro: | Marchiori (Padova) |

|              |           |              |
| De Paoli 64’ | Marcatori | 81’ Melonari |

| Arbitro: | Nobilia (Roma) |

|                         |           |  |
| Melonari 33’ (rig.) 49’ | Marcatori |  |

| Arbitro: | Bigi (Padova) |

|            |           |             |
| Massei 55’ | Marcatori | 41’ Taccola |

| Arbitro: | Marchiori (Padova) |

|                            |           |  |
| Manganotto 35’ Taccola 83’ | Marcatori |  |

| Arbitro: | Grignani (Milano) |

|           |           |  |
| Duvina 8’ | Marcatori |  |

| Arbitro: | Cirone (Palermo) |

|            |           |            |
| Taccola 9’ | Marcatori | 5’ Virgili |

| Arbitro: | Bigi (Padova) |

|             |           |  |
| Calloni 15’ | Marcatori |  |

| Arbitro: | Piantoni (Terni) |

|                          |           |  |
| Galletti 24’ Cicogna 47’ | Marcatori |  |

| Arbitro: | Laureti (Rimini) |

|  |           |              |
|  | Marcatori | 40’ Pasquina |

| Arbitro: | Pieroni (Roma) |

|              |           |  |
| Melonari 88’ | Marcatori |  |

| Arbitro: | Politano (Cuneo) |

|                     |           |             |
| Fogar 15’ Troja 78’ | Marcatori | 86’ Cristin |

| Arbitro: | Barolo (Bassano del Grappa) |

|                   |           |  |
| S. Bercellino 78’ | Marcatori |  |

| Arbitro: | Acernese (Roma) |

|                              |           |                        |
| Cristin 56’, 76’ Ferrero 88’ | Marcatori | 35’ Cosmano 75’ Arfuso |

#### Girone di ritorno
| Arbitro: | Marengo (Chiavari) |

|                         |           |               |
| Cristin 37’ Taccola 78’ | Marcatori | 24’ Marchioro |

| Arbitro: | Di Tonno (Lecce) |

|             |           |                   |
| Cristin 45’ | Marcatori | 62’ (rig.) Spanio |

| Arbitro: | Marchiori (Padova) |

|              |           |  |
| Codecasa 72’ | Marcatori |  |

| Arbitro: | Piantoni (Terni) |

|                 |           |             |
| Brulls 19’, 44’ | Marcatori | 41’ Cristin |

| Arbitro: | Angonese (Mestre) |

|                    |           |              |
| 9’ (rig.) Melonari | Marcatori | 10’ Galbiati |

| Arbitro: | Acernese (Roma) |

|                |           |                           |
| Maschietto 51’ | Marcatori | 33’ Cristin 53’ Vivarelli |

| Monza 21 marzo 1965 26ª giornata | Monza          | 0 – 0 | Brescia | Stadio Città di Monza\| Arbitro: \| Pieroni (Roma) \| |
| Arbitro:                         | Pieroni (Roma) |       |         |                                                       |

| Arbitro: | Di Tonno (Lecce) |

|  |           |                           |
|  | Marcatori | 48’ Sacchella 77’ Cristin |

| Arbitro: | Righetti (Torino) |

|            |           |            |
| Cristin 4’ | Marcatori | 14’ Muzzio |

| Arbitro: | Gonella (Torino) |

|                  |           |             |
| Bruschettini 63’ | Marcatori | 74’ Cristin |

| Monza 25 aprile 1965 30ª giornata | Monza              | 0 – 0 | Pro Patria | Stadio Città di Monza\| Arbitro: \| Marchiori (Padova) \| |
| Arbitro:                          | Marchiori (Padova) |       |            |                                                           |

| Arbitro: | Francescon (Padova) |

|                                                   |           |                     |
| Mascalaito 3’, 5’, 90’ Mainardi 57’ Torriglia 80’ | Marcatori | 85’ (rig.) Melonari |

| Monza 9 maggio 1965 32ª giornata | Monza          | 0 – 0 | Reggiana | Stadio Città di Monza\| Arbitro: \| Monti (Ancona) \| |
| Arbitro:                         | Monti (Ancona) |       |          |                                                       |

| Monza 16 maggio 1965 33ª giornata | Monza           | 0 – 0 | Bari | Stadio Città di Monza\| Arbitro: \| Acernese (Roma) \| |
| Arbitro:                          | Acernese (Roma) |       |      |                                                        |

| Padova 23 maggio 1965 34ª giornata | Padova         | 0 – 0 | Monza | Stadio Silvio Appiani\| Arbitro: \| Monti (Ancona) \| |
| Arbitro:                           | Monti (Ancona) |       |       |                                                       |

| Venezia 30 maggio 1965 35ª giornata | Venezia          | 0 – 0 | Monza | Stadio Pierluigi Penzo\| Arbitro: \| Di Tonno (Lecce) \| |
| Arbitro:                            | Di Tonno (Lecce) |       |       |                                                          |

| Arbitro: | Angonese (Mestre) |

|                                       |           |                           |
| Cristin 41’ Melonari 58’ Maggioni 80’ | Marcatori | 21’ Faustinho 39’ Tinazzi |

| Arbitro: | De Marchi (Pordenone) |

|             |           |  |
| Cristin 51’ | Marcatori |  |

| Arbitro: | Varazzani (Parma) |

|              |           |  |
| Malavasi 12’ | Marcatori |  |

### Coppa Italia
| Arbitro: | Orlando (Bergamo) |

|                          |           |           |
| Melonari 56’, 99’ (rig.) | Marcatori | 12’ David |

| Arbitro: | Monti (Ancona) |

|                          |           |                 |
| Cristin 14’ Ferrero 108’ | Marcatori | 66’ Di Virgilio |

| Arbitro: | Barolo (Bassano del Grappa) |

|                                     |           |  |
| Kolbl 30’ Agroppi 41’ Dal Monte 65’ | Marcatori |  |

## Statistiche

### Statistiche di squadra
| Competizione | Punti | In casa | In casa | In casa | In casa | In casa | In casa | In trasferta | In trasferta | In trasferta | In trasferta | In trasferta | In trasferta | Totale | Totale | Totale | Totale | Totale | Totale | DR  |
| Competizione | Punti | G       | V       | N       | P       | Gf      | Gs      | G            | V            | N            | P            | Gf           | Gs           | G      | V      | N      | P      | Gf     | Gs     | DR  |
| ------------ | ----- | ------- | ------- | ------- | ------- | ------- | ------- | ------------ | ------------ | ------------ | ------------ | ------------ | ------------ | ------ | ------ | ------ | ------ | ------ | ------ | --- |
| Serie B      | 34    | 19      | 7       | 10      | 2       | 21      | 14      | 19           | 2            | 6            | 11           | 11           | 31           | 38     | 9      | 16     | 13     | 32     | 45     | -13 |
| Coppa Italia |       | 2       | 2       | 0       | 0       | 4       | 2       | 1            | 0            | 0            | 1            | 0            | 3            | 3      | 2      | 0      | 1      | 4      | 5      | -1  |
| Totali       |       | 21      | 9       | 10      | 2       | 25      | 16      | 20           | 2            | 6            | 12           | 11           | 34           | 41     | 11     | 16     | 14     | 36     | 50     | -14 |

### Statistiche dei giocatori
| Giocatore     | Serie B  | Serie B | Coppa Italia | Coppa Italia | Totale   | Totale |
| Giocatore     | Presenze | Reti    | Presenze     | Reti         | Presenze | Reti   |
| ------------- | -------- | ------- | ------------ | ------------ | -------- | ------ |
| G. Bacis      | 15       | 0       | 2            | 0            | 17       | 0      |
| S. Bernini    | 28       | 0       | 2            | 0            | 30       | 0      |
| E. Bersellini | 29       | 0       | -            | -            | 29       | 0      |
| C. Campagnoli | 8        | 0       | 3            | 0            | 11       | 0      |
| V. Canzi      | 2        | 0       | -            | -            | 2        | 0      |
| S. Ciceri     | 27       | -36     | 2            | -3           | 29       | -39    |
| E. Cristin    | 20       | 12      | 1            | 1            | 21       | 13     |
| G. Ferrero    | 30       | 1       | 2            | 1            | 32       | 2      |
| L. Ghioni     | 20       | 0       | 2            | 0            | 22       | 0      |
| B. Giovannini | 21       | 0       | 1            | 0            | 22       | 0      |
| G. Maggioni   | 24       | 1       | 3            | 0            | 27       | 1      |
| A. Magni      | 17       | 0       | 1            | 0            | 18       | 0      |
| R. Manganotto | 8        | 1       | 1            | 0            | 9        | 1      |
| M. Melonari   | 38       | 8       | 2            | 2            | 40       | 10     |
| M. Perego     | 3        | 0       | -            | -            | 3        | 0      |
| G. Prato      | 24       | 0       | 3            | 0            | 27       | 0      |
| V. Rigamonti  | 11       | -9      | 2            | -2           | 13       | -11    |
| U. Sacchella  | 25       | 2       | 3            | 0            | 28       | 2      |
| R. Taccola    | 16       | 4       | 1            | 0            | 17       | 4      |
| R. Vigni      | 26       | 2       | 3            | 0            | 29       | 2      |
| G. Vivarelli  | 26       | 1       | 2            | 0            | 28       | 1      |